# Општина Краидоролц (Сату Маре)
Краидоролц (рум. Craidorolţ) општина је у Румунији у округу Сату Маре.
Oпштина се налази на надморској висини од 124 m.